# Bântéay Chhmar
Bântéay Chhmar (Banteai Czmar) – gmina (khum) w północno-zachodniej Kambodży, w północnej części prowincji Bântéay Méanchey, w dystrykcie Thmâ Puŏk. Stanowi jedną z 6 gmin dystryktu.

## Miejscowości
Na obszarze gminy położonych jest 14 miejscowości:

- Kouk Samraong
- Koet
- Kbal Tonsaong
- Bântéay Chhmar Cheung
- Bangtey Chmar Khang Lech
- Kbal Krabei
- Bântéay Chhmar Tboung
- Trapeim Thlok
- Thma Daekkeh
- Thlok
- Kouk Samraong Lech
- Srah Chrey
- Prey Changha
- Prasat Tbeng
- Dang Rek